# Pyrausta gutturalis
Pyrausta gutturalis là một loài bướm đêm trong họ Crambidae.